# Enrosca
"Enrosca" é uma canção composta e gravada em 1975 por Guilherme Lamounier e lançada como single em 1977 pelo compositor. Sua canção foi regravada por diversos cantores como Mário Gomes, Sandy & Junior, Moska. e, mais notoriamente, por Fábio Júnior, que lançou o LP com a canção em 1982.

## Versão de Sandy & Junior
"Enrosca" foi o segundo e último single do álbum Quatro Estações: O Show, segundo álbum ao vivo da dupla Sandy & Junior. Esta canção é uma faixa bônus gravada em estúdio e não ao vivo. É cantada apenas por Junior e teve um videoclipe escolhido através de uma votação online, onde a dupla aparece num estilo punk rock, inspirado no videoclipe de "Scream", de Michael Jackson e Janet Jackson. O clipe concorreu em cinco categorias na premiação VMB da MTV Brasil.

## Prêmios e indicações
| Ano  | Prêmio                 | Categoria                     | Resultado |
| ---- | ---------------------- | ----------------------------- | --------- |
| 2001 | MTV Video Music Brasil | Videoclipe do Ano             | Indicado  |
| 2001 | MTV Video Music Brasil | Videoclipe de Pop             | Indicado  |
| 2001 | MTV Video Music Brasil | Direção em Videoclipe         | Indicado  |
| 2001 | MTV Video Music Brasil | Edição em Videoclipe          | Indicado  |
| 2001 | MTV Video Music Brasil | Direção de Arte em Videoclipe | Indicado  |